# SERTAD3
SERTAD3 (англ. SERTA domain containing 3) – білок, який кодується однойменним геном, розташованим у людей на довгому плечі 19-ї хромосоми. Довжина поліпептидного ланцюга білка становить 196 амінокислот, а молекулярна маса — 21 769.
| 10         |  | 20         |  | 30         |  | 40         |  | 50         |
| ---------- |  | ---------- |  | ---------- |  | ---------- |  | ---------- |
| MVGGLKRKHS |  | DLEEEEERWE |  | WSPAGLQSYQ |  | QALLRISLDK |  | VQRSLGPRAP |
| SLRRHVLIHN |  | TLQQLQAALR |  | LAPAPALPPE |  | PLFLGEEDFS |  | LSATIGSILR |
| ELDTSMDGTE |  | PPQNPVTPLG |  | LQNEVPPQPD |  | PVFLEALSSR |  | YLGDSGLDDF |
| FLDIDTSAVE |  | KEPARAPPEP |  | PHNLFCAPGS |  | WEWNELDHIM |  | EIILGS     |

A: Аланін

C: Цистеїн

D: Аспарагінова кислота

E: Глутамінова кислота

F: Фенілаланін

G: Гліцин

H: Гістидин

I: Ізолейцин

K: Лізин

L: Лейцин

M: Метіонін

N: Аспарагін

P: Пролін

Q: Глутамін

R: Аргінін

S: Серин

T: Треонін

V: Валін

W: Триптофан

Кодований геном білок за функцією належить до активаторів. 
Задіяний у таких біологічних процесах, як транскрипція, регуляція транскрипції. 
Локалізований у ядрі.